# 仙后座PZ
仙后座PZ（英語：PZ Cassiopeiae），是一顆位於仙后座的紅色超巨星。這顆恆星是至今人類已知體積最大的恆星之一，其半徑約為太陽半徑的1,190–1,940倍。這顆恆星亦是紅超巨星中最明亮的恆星之一。這顆恆星距離地球約17800光年。

## 恆星狀況
仙后座PZ是一顆紅超巨星，其恆星光譜分類為M3Iab，位於赫羅圖的右上方。這代表這顆恆星的亮度極高，但有效溫度卻相對較低。天文學家估算這顆恆星的半徑為太陽半徑的1,190–1,940倍。雖然這顆恆星的體積比太陽大十億倍，但其質量僅僅約為太陽質量的數十倍。這顆恆星不單是其中一個體積最大的恆星，亦是紅超巨星中最明亮的恆星之一。其亮度約為太陽的數十萬倍，是其中一個最明亮的恆星。仙后座PZ也是一顆半規則變星，其變光週期約為925日。
儘管這顆恆星非常明亮，但它距離地球約17800光年（5460秒差距），因此在夜空中較為暗淡。這顆恆星的視星等為8.75等，代表人類肉眼無法看到這顆恆星，需要依靠望遠鏡才能看到。

### 體積
仙后座PZ是其中一顆人類已知體積最大的恆星。天文學家估計，其半徑為太陽半徑的1,190–1,940倍（5.53到9.02天文單位），即827,645,000至1,349,270,000公里。若把仙后座PZ置於太陽系中心，那麼其表面將超過木星的軌道（5.204267天文單位，778,547,200公里），直迫土星軌道（9.5820172天文單位，1,433,449,370公里）。光繞這顆恆星一周需時4.82至7.85小時，而光環繞太陽赤道一周僅需時14.5秒。

## 誤差
仙后座PZ的大小可能被高估，因為其不尋常的K頻和人為的發紅校正錯誤。而它亦可能被低估，因為科學家是以同類恆星作比較得出其大小的。